# Tharra hackeri
Tharra hackeri är en insektsart som beskrevs av Evans 1966. Tharra hackeri ingår i släktet Tharra och familjen dvärgstritar. Inga underarter finns listade i Catalogue of Life.